# Katzwinkel (Sieg)
Pour les articles homonymes, voir Katzwinkel.
Katzwinkel (Sieg) est une municipalité allemande située dans le land de Rhénanie-Palatinat et l'arrondissement d'Altenkirchen (Westerwald).

## Source
- (de) Cet article est partiellement ou en totalité issu de l’article de Wikipédia en allemand intitulé « Katzwinkel (Sieg) » (voir la liste des auteurs).